# Мохамед-Алі Шо
Мохамед-Алі Шо (фр. Mohamed-Ali Cho, нар. 19 січня 2004, Стен, Франція) — французький футболіст івуарійського походження, нападник клубу «Ніцца».

## Ігрова кар'єра

### Клубна
Мохамед-Алі Шо гародився в одному з районів Парижа і займатися футболом почав в клубній академії столичного «Парі Сен-Жермен». У віці одинадцяти років хлопець перебрався до Англії. Де продовжив грати в молодіжних командах «Евертона». Та в 2020 році футболіст повернувся  до Франції, де підписав контракт з клубом «Анже». Таким чином Шо став другим наймолодшим футболістом після Едуарду Камавінга, хто підписав у Франції професійний контракт. Шо швидко став частиною першої команди «Анже» і вже 30 серпня 2020 року він дебютував у матчах чемпіонату Франції в поєдинку проти «Бордо».
В червні 2022 року Шо перейшов до іспанського «Реал Сосьєдад», з яким підписав п'ятирічний контракт. Провівши в Іспанії півтора сезони, в січні 2024 року футболіст повернувся до Франції і приєднався до клубу Ліги 1 «Ніцца», уклавши угоду на чотири з половиною роки.

### Збірна
Мохамед-Алі Шо має французьке, англійське, івуарійське та марокканське коріння. На міжнародному рівні він починав грати за збірну Англії (U-16). У 2021 році Шо почав свої виступи в складі молодіжної збірної Франції.